# Mozambique aux Jeux olympiques d'été de 2008
Le Mozambique participe aux Jeux olympiques d'été de 2008 à Pékin.

## Sportifs engagés

### Athlétisme
- Kurt Couto
- Maria Mutola

#### Femmes
| Épreuve    | Athlète      | Séries      | Séries | Quarts de finale | Quarts de finale | Demi-finales | Demi-finales | Finale      | Finale |
| Épreuve    | Athlète      | Résultat    | Rang   | Résultat         | Rang             | Résultat     | Rang         | Résultat    | Rang   |
| ---------- | ------------ | ----------- | ------ | ---------------- | ---------------- | ------------ | ------------ | ----------- | ------ |
| 800 mètres | Maria Mutola | 1 min 58.91 | 1er Q  | NC               | NC               | 1 min 58.61  | 2e Q         | 1 min 57.68 | 5e     |

### Judo
- Edson Madeira

### Natation
- Chakyl Camal
- Ximene Gomes